# Flightradar24
Flightradar24 — інтернет-проєкт, створений 2006 року шведською компанією Travel Network Ltd, який дозволяє в режимі реального часу спостерігати на мапі за літаками в усьому світі.
Також при виділенні повітряного судна виводиться його фотографія, тип літака, бортовий номер, належність до авіакомпанії, місце відправлення та посадки, висота в даний момент та його швидкість, положення в градусах, а також відображається пройдений відрізок маршруту за курсом аеропорту відправлення та інше.
Також є пошук літака за номером рейсу.
Кожні кілька секунд вся інформація для всіх повітряних суден оновлюється та місце розташування літаків відображається на карті.
Також ведеться запис усієї історії польотів за минулі 28 днів. Можна переглянути інформацію щодо будь-якого літака: яким курсом він летів, на якій висоті та з якою швидкістю.
Flightradar24 працює з браузера, так само він доступний для застосування на iOS — (iPhone, iPad, iPod Touch), Windows Phone 8, а також для Android.

## Як це працює
Для стеження та отримання інформації про повітряні судна Flightradar24 використовує технологію ADS-B.
Літак, що обладнаний ADS-B транспондером під час всього польоту, приблизно щосекунди генерує та відправляє в ефір (на частоті 1090 МГц) широкомовне, відкрите радіо-повідомлення, в якому містяться актуальні на момент відправлення дані — свої точні координати (визначені за допомогою GPS), свою поточну швидкість, висоту та іншу інформацію.
Нині ADS-B транспондерами обладнуються всі нові пасажирські та вантажні літаки, а також частково старі. Лише мала частина встановлена на військових та приватних літаках.
Федеральне управління цивільної авіації США заявило, що з 2020 року переважна кількість літаків, що перебувають у повітряному просторі США, має бути обладнана ADS-B транспондерами.
На 2015 рік Flightradar24 використовує приблизно 9000 ADS-B приймачів, встановлених у всьому світі, які отримують інформацію від літаків та відправляють її на сервер Flightradar24.
Переважну кількість ADS-B приймачів встановлено аматорами та добровольцями у своїх квартирах, будинках та інших місцях, та підключено через інтернет до сервера Flightradar24, куди відправляються отримані дані.
Один ADS-B приймач може приймати інформацію від літаків, що пролітають, на відстані від 250 до 450 км (залежно від самого приймача та розташування його антени).
Кожен охочий може встановити в себе ADS-B приймач і тим самим створити покриття в своєму районі або поліпшити наявне.
Flightradar24 повністю покриває Європу та США. Також гарне покриття є в Канаді, Австралії, Новій Зеландії, Бразилії, Середньому Сході, Японії, Україні, Росії, Білорусі та багатьох інших країнах.
Через високу дальність прийнятих сигналів від літаків, будь-який доброволець, установивши у себе приймач ADS-B, може покращити покриття в своїй країні, а часто захопити також частину сусідньої держави.

## Наслідки виверження вулкана в Ісландії
Flightradar24 отримав величезну увагу міжнародного співтовариства під час виверження вулкана «Eyjafjallajökulls» в Ісландії у квітні 2010 року, коли багато великих міжнародних засобів масової інформації (у тому числі CNN та BBC) використовували вебсайт Flightradar24 для опису поточної ситуації в небі над Європою.
Також після трагічних інцидентів зі зникнення малайзійського рейсу 370 в березні 2014 року та збиття в під час Війни на Сході України проросійськими бойовиками Рейсу MH17 17 липня 2014 року, Flightradar24 широко використовувався користувачами мережі для отримання інформації про дані польоту цих бортів. Багато запитів було здійснено з портативних пристроїв: смартфонів та планшетів.